# Amphipyrinae
Sous-famille
Les Amphipyrinae constituent une sous-famille de lépidoptères (papillons) de la famille des Noctuidae.

## Taxinomie
Liste des tribus
Selon ITIS (17 mars 2019) :
- Amphipyrini
- Psaphidini
- Stiriini

Liste de genres
Selon BioLib (24 février 2023) :
- Abromias Billberg, 1820
- Achatis Billberg, 1820
- Acherdoa Walker, 1865
- Acroriesis Hampson, 1916
- Acroriodes Druce, 1908
- Acylita Hampson, 1908
- Afrenella Berio, 1965
- Alika Strand, 1920
- Allophyes Tams, 1942
- Amphipyra Ochsenheimer, 1816
- Anathetis Janse, 1938
- Anedhella Viette, 1965
- Anthodes Dognin, 1914
- Arboricornus Hampson, 1894
- Argyrhoda Hampson, 1908
- Calymniodes Hampson, 1910
- Lepidodelta Viette, 1967
- Malotia Krüger, 2005
- Pyrois Hübner, 1820
- Sphragifera Staudinger, 1892
- Stauropides Hampson, 1909

Selon Fauna Europaea, la sous-famille contient la tribu Psaphidini et les genres Amphipyra, Bryonycta et Phidrimana.
Selon funet, la sous-famille contient les genres Amphipyra, Callyna, Clethrorasa et Phidrimana.